# Kutlugh Muhammad Murad Bahadur Khan
Kutlugh Muhammad Murad Bahadur Khan fou un efímer kan de Khivà (1855-1856) successor del seu germà Abdullah Khan. A les monedes porta els títols de Kutlugh Murad i Muhammad Murad Bahadur Khan.
A la mort en batalla del seu germà, fou proclamat kan quan només tenia 18 anys. Havia estat ferit a la batalla contra els yomuds però va preparar les forces per marxar contra aquestos que havien proclamat kan al cosí prim del seu pare Niyaz Muhammad Biy. Els yomuds ara estaven assolant el kanat i havien ocupat diverses ciutats. Els karakalpaks tanmateix es van revoltar i van proclamar a Yarlik Tureh com el seu kan.
El jove kan va convocar al poble a lluitar contra els turcmans però no va aconseguir resposta. El seu candidat Muhammad Biy va anar al palau, al·legant que anava a sotmetre's i una vegada dins va matar set ministres i al kan. El mekhter va sortir a les muralles i va anunciar la mort del kan i va convidar a matar en venjança a tots els yomuds que es trobessin a la ciutat; la gent va respondre i pocs es van salvar; entre els morts ben segur Muhammad Biy. Vambery diu que va costar sis dies netejar els carrers de morts. Llavors el va succeir Mahmud Bahadur Khan (Sayyid Mahmud Tureh), germà d'Allah Kuli Bahadur Khan i fill de Muhammad Rahim Bahadur Khan I, que estava empresonat.